# انفلاس (بيزضاض)
انفلاس هي إحدى مشيخات المملكة المغربية، تتبع جغرافيا لإقليم الصويرة وإداريًا لبيزضاض. يقدر عدد سكانها بـ 2637 نسمة حسب الإحصاء الرسمي للسكان والسكنى لسنة 2004.